# Шалково (озеро)
Шалково — озеро в Кызылжарском районе Северо-Казахстанской области Казахстана. Находится в 8 км к юго-западу от села Ново-Никольское. В 2,5 км к востоку от села Новоалександровка.
По данным топографической съёмки 1940-х годов, площадь поверхности озера составляет 1,55 км². Наибольшая длина озера — 1,7 км, наибольшая ширина — 1,1 км. Длина береговой линии составляет 5 км, развитие береговой линии — 1,12. Озеро расположено на высоте 103,8 м над уровнем моря.